# 羅斯巴赫河 (洛爾河支流)
50°2′40.74″N 9°30′43.18″E / 50.0446500°N 9.5119944°E

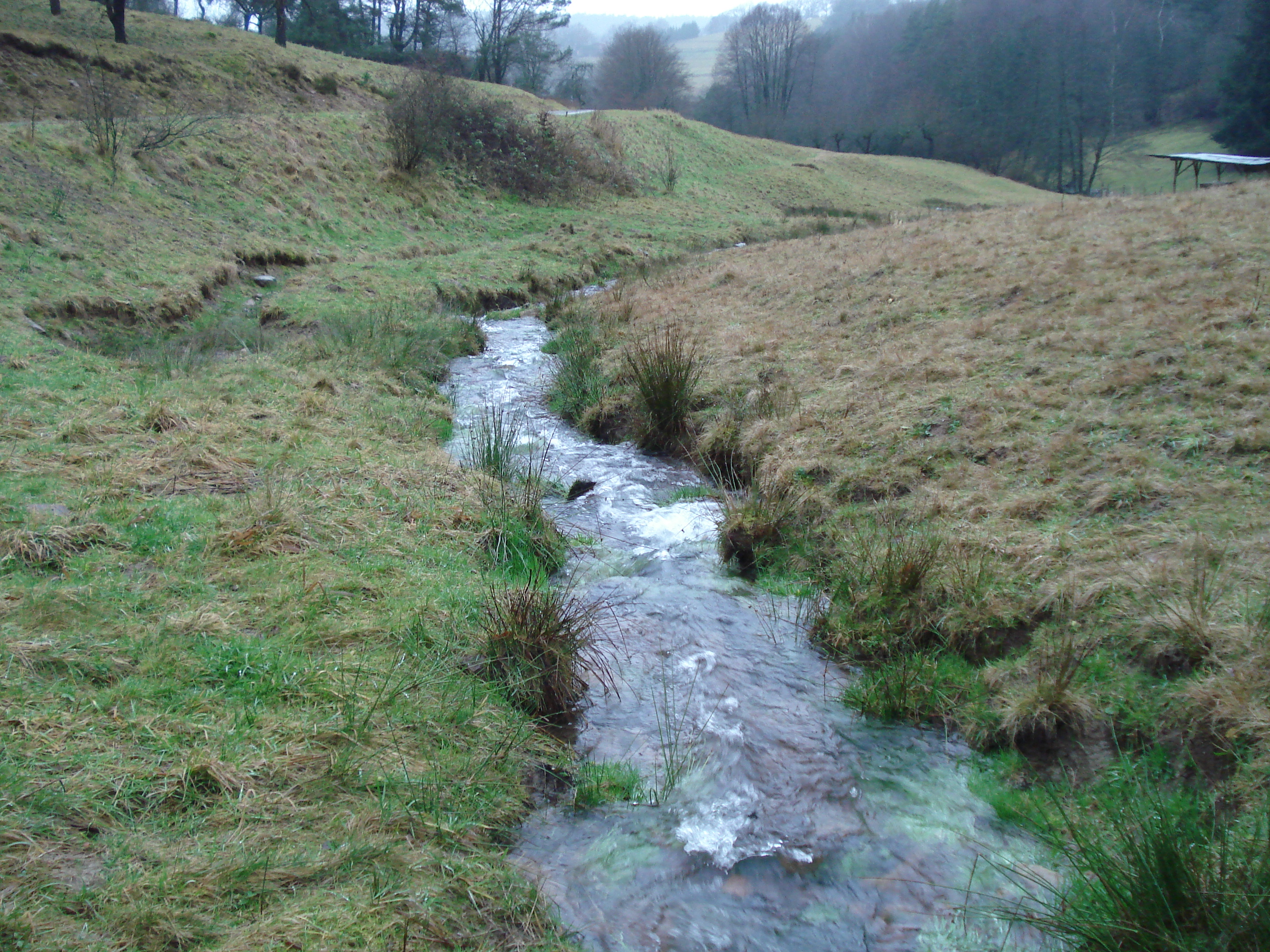

羅斯巴赫河（德語：Roßbach）是德國的河流，位於該國東南部，由巴伐利亞負責管轄，屬於洛爾河的左支流，河道全長1.9公里，流域面積4.2平方公里，流經帕滕施泰因。